# Wilfried Lorenz (Segler)
Wilfried Lorenz (* 18. Januar 1932 in Rostock) ist ein ehemaliger deutscher Segler.
Lorenz ging für den SC Empor Rostock an den Start. Zusammen mit Peter Ahrendt und Ulrich Mense gewann Lorenz bei den Olympischen Spielen 1964 in Tokio in der Bootsklasse Drachen die Silbermedaille. Dabei lag sein Team 28 Punkte hinter den Olympiasiegern aus Dänemark. Für den Gewinn der Silbermedaille wurde er mit dem Vaterländischen Verdienstorden in Bronze ausgezeichnet.